# Ammothea dorsiplicata
Ammothea dorsiplicata là một loài nhện biển trong họ Ammotheidae. Loài này thuộc chi Ammothea. Ammothea dorsiplicata được miêu tả khoa học năm 1943 bởi Hilton.